# Akcyjny Bank Hipoteczny we Lwowie
Akcyjny Bank Hipoteczny we Lwowie (Cesarsko-Królewski uprzywilejowany galicyjski Akcyjny Bank Hipoteczny) – bank hipoteczny działający w latach 1867–1918 na terenie Galicji, Bukowiny, Śląska Austriackiego i Moraw, zaś w okresie międzywojennym na terenie Rzeczypospolitej Polskiej.

## Historia
Założony 15 lipca 1867 we Lwowie przez Włodzimierza Dzieduszyckiego, Stanisława Gołuchowskiego, Alfreda Józefa Potockiego, Ludwika Skrzyńskiego i Henryka Kolischera. Statut banku przyjął normę wprowadzoną decyzją cesarza Franciszka Józefa I z 12 stycznia 1867. Został zmieniony w 1912, co zatwierdziło swym reskryptem L. XIIIla 1226/1 Namiestnictwo Galicyjskie 4 lipca 1912. Na mocy tych przepisów miał prawo prowadzić działalność  na terenie Galicji, Bukowiny, Śląska Austriackiego i Moraw. Prowadził działalność nie tylko w obszarze bankowości hipotecznej, ale także prowadził rachunki bankowe, udzielał kredytów i obracał wekslami oraz papierami wartościowymi. Jako największy i najstarszy z banków akcyjnych zajmował wśród banków galicyjskich wysoką pozycję. Kapitał akcyjny banku wynosił w roku założenia 1 005 600 złotych reńskich, w 1873 r. wzrósł trzykrotnie, następnie nadal wzrastał, osiągając w 1912 r. wartość 20 mln koron. Celem Banku było udzielanie pożyczek na nieruchomości w gotówce lub w listach zastawnych, eskont weksli, przyjmowanie pieniędzy na rachunek bieżący i książeczki wkładowe, komisowe kupno i sprzedaż papierów wartościowych, inkasowanie weksli i czeków, zakładanie przemysłowych i handlowych przedsiębiorstw. Pożyczki hipoteczne udzielane były do wysokości 50% wartości majątku (w przypadku lasu – do 33%). Udzielano pożyczek zarówno pod zastaw nieruchomości wiejskich, jak i miejskich.
Bank prowadził swoją działalność za pośrednictwem zakładu głównego we Lwowie przy Placu Halickim 15, oraz filii w Krakowie i Tarnopolu, miał także ekspozytury w Stanisławowie i Podwołoczyskach. Dla operacji na Bukowinie Bank posiadał filię w Czerniowcach oraz ekspozyturę w Nowosielicy. Najpoważniejszą ofertą Banku były pożyczki hipoteczne. Z czasem Bank Hipoteczny rozszerzył zakres swoich operacji kredytowych. Wzorem zachodnioeuropejskich instytucji bankowych zaangażował się w kilka przedsiębiorstw przemysłowych. Nie przyniosło to jednak spodziewanych korzyści. Kryzys 1899 roku, spowodowany upadkiem przedsiębiorstw Stanisława Szczepanowskiego, ponownie postawił bank w niebezpiecznej sytuacji i skłonił do zmiany polityki i powrotu do poprzedniej działalności. Tym bardziej że po upadku trzech pozostałych banków hipotecznych aż do 1910 roku, kiedy to powstał Galicyjski Ziemski Bank Hipoteczny SA, Akcyjny Bank Handlowy nie miał na terenie Galicji konkurencji w dziedzinie kredytu hipotecznego (poza Bankiem Krajowym). W ostatnich latach przed I wojną światową bank regularnie wypłacał 10% dywidendę. Kapitał, w 1867 roku w wysokości 3 mln guldenów (6 mln późniejszych koron), w 1910 doszedł do wysokości 20 mln koron. Władzami Banku były: Rada Nadzorcza i Dyrekcja. W 1914 funkcję prezesa Rady Nadzorczej pełnił wiceprezes Seweryn Skrzyński, członkami jej zaś byli Jerzy Baworowski, Stanisław Dąmbski, Władysław Jahl, Natan Loewenstein, Józef Męciński, Stanisław Mycielski, Leon Tchorznicki i Ernest Till. Dyrekcję banku stanowili: Jakub Fruchtman i Wilhelm Sekler oraz jako zastępca dyrektora Marian Boziewicz. W l. 1899 - 1905 komisarzem rządowym z ramienia Namiestnictwa Galicyjskiego był Jerzy Piwocki.

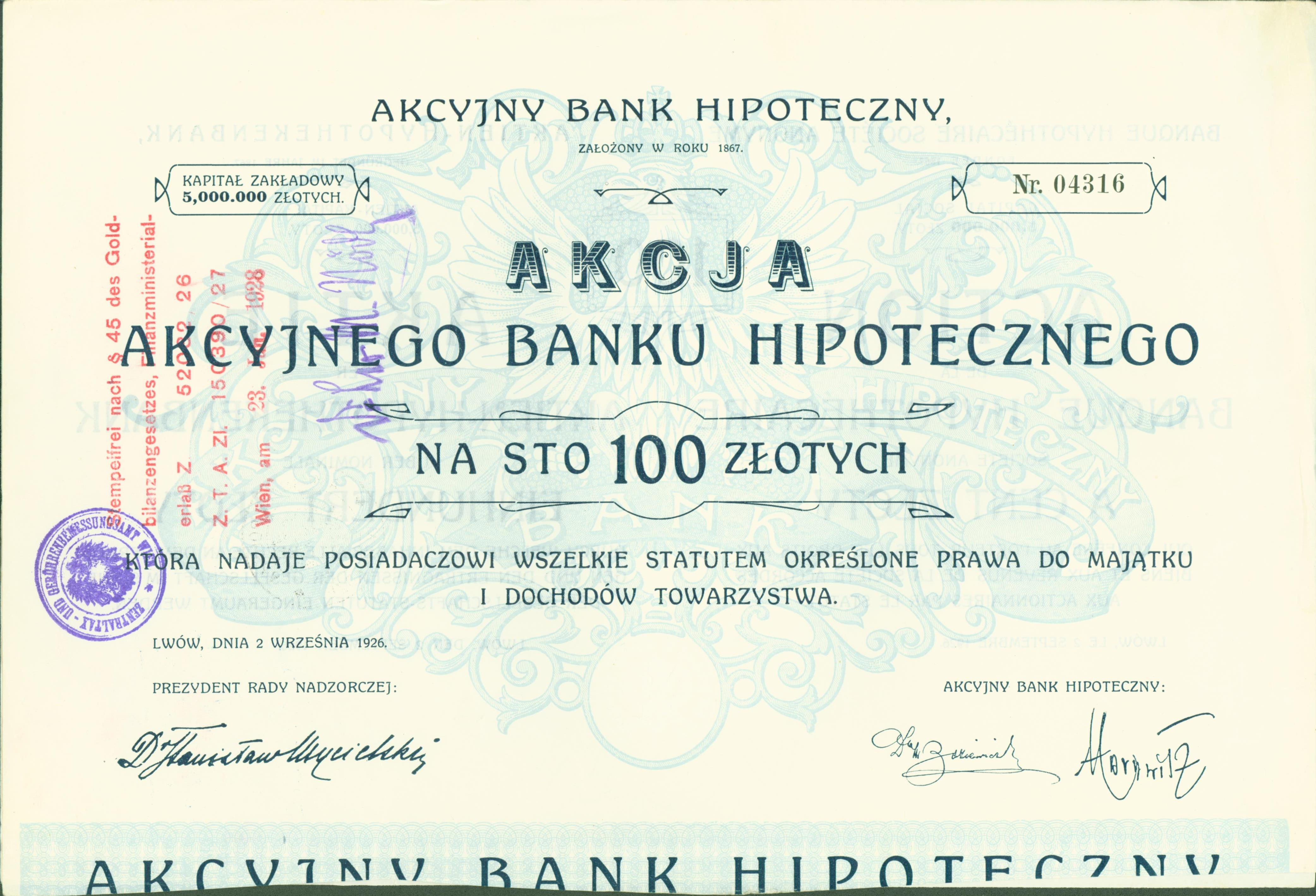
Akcja Akcyjnego Banku Hipotecznego od 2 września 1926

Po wybuchu I wojny światowej nastąpił okres zastoju w działalności banku. W 1917 przeszedł pod kontrolę najstarszego austriackiego banku Creditanstalt AG (Österreichische Credit-Anstalt für Handel und Gewerbe) z siedzibą w Wiedniu, oddając mu wówczas 30% akcji. W okresie międzywojennym jako Akcyjny Bank Związkowy SA wraz z Bankiem Dyskontowym Warszawskim i Śląskim Zakładem Kredytowym w Bielsku tworzył koncern Βsterreichische Credit-Anstalt (ΒCA) w Polsce. Miał również 3 oddziały na terenie rumuńskiej Bukowiny, Prezesami banku byli ziemianie, Stanisław Mycielski (1917-1933), Stanisław Dąmbski (1933-1937) Jan Brzozowski (1937-1939). We władzach banku interesy koncernu BCA reprezentował Henryk Aschkenazy. Jego dyrektorem w okresie międzywojennym pozostawał aż do czasu wielkiego kryzysu lat 30. Marian Boziewicz, potem funkcję tę pełnili: Herman Horowitz (1934-1937) i Wacław Chowaniec (1937-1939). W tym czasie nastąpiło osłabienie pozycji banku – który w wyniku paniki swych wierzycieli stracił 67% wkładów. Mimo to przetrwał, choć nigdy nie odzyskał dawnej pozycji. W latach 1925–1939 kapitał banku wynosił 5 mln zł. W 1939 zawiesił działalność.
Po II wojnie światowej, w 1945 wznowił działalność jego krakowski oddział. Pismem Ministra Skarbu z 31 stycznia 1949 r. bank postawiony został w stan likwidacji. Likwidatorem był Bank Gospodarstwa Krajowego.